# Institut de recherches sur la catalyse et l'environnement de Lyon
L’Institut de recherches sur la catalyse et l'environnement de Lyon (IRCELyon) est une unité de recherche créée le 1er janvier 2007 de la fusion du Laboratoire d'applications de la chimie à l'environnement (LACE) et de l'Institut de recherches sur la catalyse dont le siège est situé à Villeurbanne, dans le département du Rhône.
L’institut travaille sous la tutelle du CNRS (UMR 5256) et de l'université Claude-Bernard-Lyon-I.
Les études sont effectuées par huit équipes de recherche :
- Énergies propres et renouvelables[3],[4];
- Ingénierie et Intensification des procédés [5];
- Matériaux fonctionnels et nanostructurés ;
- Raffinage et valorisations innovantes des hydrocarbures ;
- Surfaces et interfaces ;
- Traitement de l'air et des effluents gazeux. Chimie atmosphérique[6],[7];
- Traitement de l'eau et des effluents liquides ;
- Valorisation des bioressources et chimie verte.

En 2020, ils ont notamment participé à la mise au point d'un test de dépistage du Covid-19. 